# Wickliffe (Kentucky)
Wickliffe és una població dels Estats Units a l'estat de Kentucky. Segons el cens del 2000 tenia 794 habitants.

## Demografia
Segons el cens del 2000, Wickliffe tenia 794 habitants, 327 habitatges, i 216 famílies. La densitat de població era de 223,8 habitants/km².
Dels 327 habitatges en un 25,4% hi vivien nens de menys de 18 anys, en un 51,1% hi vivien parelles casades, en un 10,7% dones solteres, i en un 33,9% no eren unitats familiars. En el 30% dels habitatges hi vivien persones soles el 15,9% de les quals corresponia a persones de 65 anys o més que vivien soles. El nombre mitjà de persones vivint en cada habitatge era de 2,25 i el nombre mitjà de persones que vivien en cada família era de 2,74.
Per edats la població es repartia de la següent manera: un 19% tenia menys de 18 anys, un 10,2% entre 18 i 24, un 25,9% entre 25 i 44, un 26,3% de 45 a 60 i un 18,5% 65 anys o més.
L'edat mediana era de 42 anys. Per cada 100 dones de 18 o més anys hi havia 107,4 homes.
La renda mediana per habitatge era de 28.750 $ i la renda mediana per família de 35.417 $. Els homes tenien una renda mediana de 30.556 $ mentre que les dones 16.477 $. La renda per capita de la població era de 17.273 $. Entorn del 10,1% de les famílies i el 16,1% de la població estaven per davall del llindar de pobresa.

## Poblacions més properes
El següent diagrama mostra les poblacions més properes.